# Trzciel

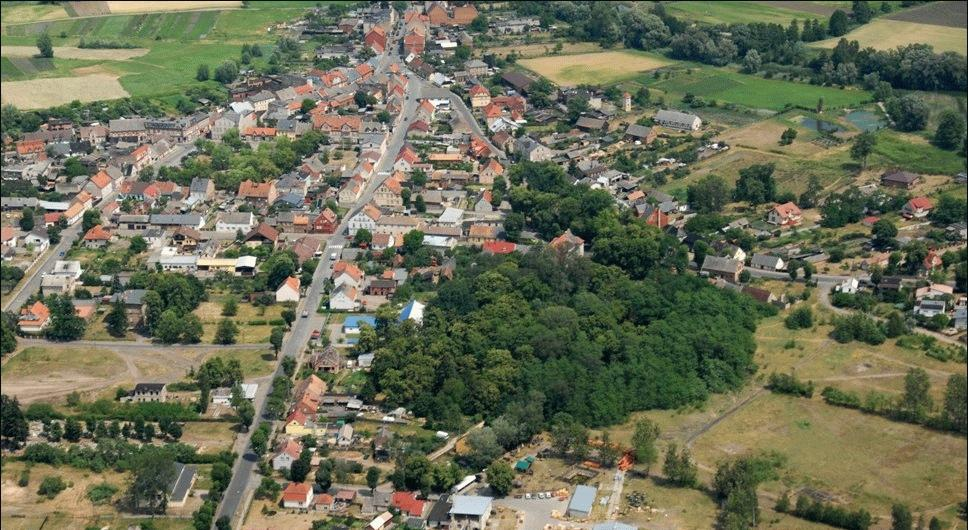
Trzciel von oben

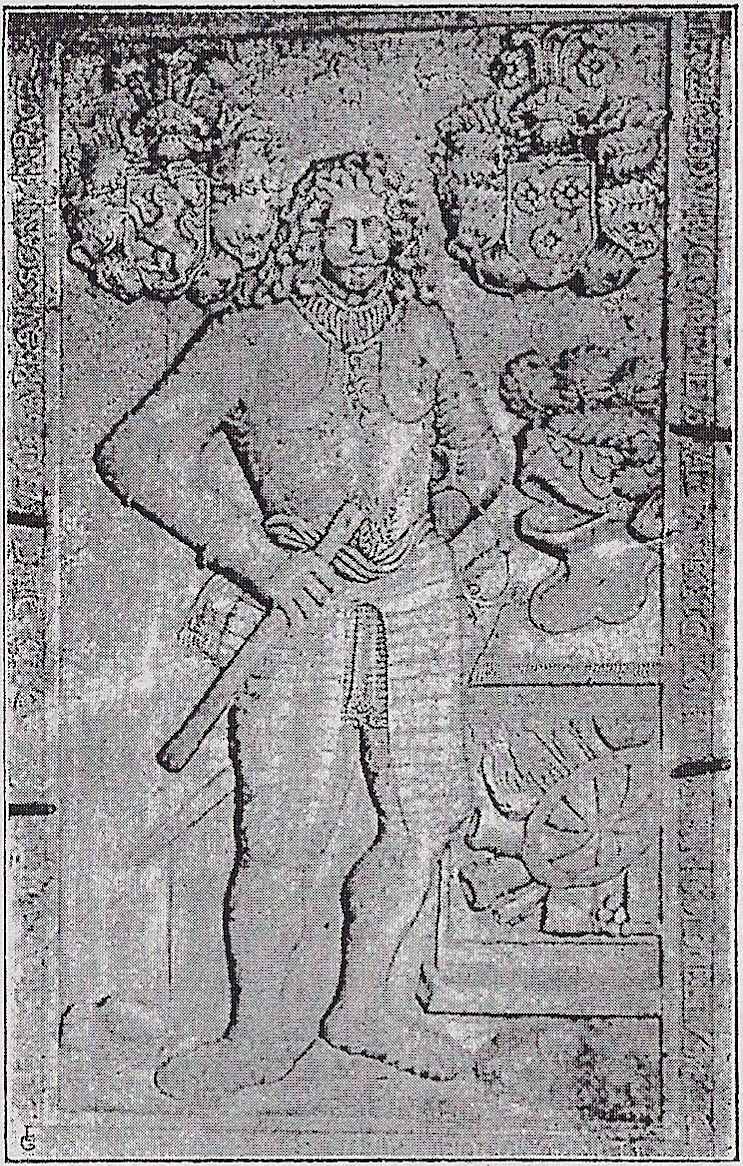
Grabstein Christoph von Unruh in der ehem. Ev. Kirche Birnbaum-Lindenstadt. Oberst, Starost. Gutsherr u. a. Birnbaum u. in Tirschtiegel.

Trzciel (deutsch Tirschtiegel) ist eine Stadt im Powiat Międzyrzecki der Woiwodschaft Lebus in Polen. Der Ort mit etwa 2500 Einwohnern ist Sitz der gleichnamigen Stadt-und-Land-Gemeinde mit etwa 6550 Einwohnern.

## Geographische Lage
Die Stadt liegt an der Obra, etwa 25 Kilometer südöstlich der Stadt Międzyrzecz (Meseritz).

## Geschichte

### Ersterwähnung und Stadtrechte
Erstmals erwähnt wurde der Ort im Jahre 1307. Er befand sich im Besitz der Glogauer Herzöge und wurde im Jahr 1319 Torstetel genannt. Heinrich der Getreue trat ihn an den Brandenburger Markgrafen ab; da aber gleich darauf dessen Haus erlosch, blieb er nicht bei Brandenburg. Die Polen setzten sich in seinen Besitz, und der Ortsname wurde polonisiert.
Vor 1394 erhielt Trzciel die Stadtrechte. Zuerst entwickelte sich die Stadt am rechten Obra-Ufer (Stary Trzciel), seit dem 18. Jahrhundert kam auf dem linken Ufer Nowy Trzciel (Neu-Tirschtiegel) dazu. Ursprünglich zum polnisch-litauischen Staat gehörig, fiel die Stadt mit der Zweiten Teilung Polens 1793 an Preußen. Die beiden Orte Alt-Tirschtiegel und Neu-Tirschtiegel wurden erst im Jahre 1888 miteinander vereinigt. Sie gehörten zum Kreis Meseritz, der in der Provinz Posen, ab 1920 in der Provinz Grenzmark Posen-Westpreußen lag. In der Neustadt hatten sich protestantische Glaubensflüchtlinge aus Schlesien angesiedelt. Bekannt war die Stadt für ihren Hopfenanbau und das Korbmacherhandwerk.

### Gutsbesitz und vormaliges Schloss
Des Weiteren war auf der Gemarkung des Ortes früher ein größerer Gutsbesitz, in der Hand verschiedener Besitzer. U. a. stellte die uradelige Familie von Unruh mehrfach den Besitzer. Erworben wurde Gut Tischtiegel durch Christophorus von Unruh-Birnbaum. Ein jüngerer Sohn von ihm trat die hiesige Erbfolge an, Bogislaus von Unruh-Birnbaum (1661–1725). Mit Georg Boguslaus von Unruh-Birnbaum (1741–1778) kam eine Nachfahre in den weiteren Besitz, wobei Birnbaum immer der Hauptwohnsitz der von Unruh blieb. Weit später folgte Bernhard Graf zu Dohna-Kotzenau (1817–1893), von 1841 bis 1851 Eigentümer. Er war verheiratet mit Sophie Freiin Hiller von Gaertringen, Tochter der Sophie von Motz und des einflussreichen Politikers Rudolf Freiherr Hiller von Gaertringen. Ihnen folgten die Nachfahren des Johann Gottfried Fischer, Gutsbesitzer in Prieschka bei Liebenwerda, Provinz Sachsen, ursprünglich aus der Niederlausitz, aus Luckau stammend, und seiner Frau Johanna Christiane Richter. Dies war der Holzkaufmann Johann Gottheld Fischer-Prieschka (1806–1854), Gutsherr in Drochow bei Senftenberg und nun neuer Gutsbesitzer auf Schloss Tirschtiegel, mit Ehefrau J. S. Voigt. Ihr Sohn Ernst Gotthelf Fischer (1833–1915) stiftete für Tirschtiegel einen Familienfideikommiss und ließ als Bauherr in den Jahren von 1868 bbis 1869 in Tirschtiegel-Neustadt ein stattliches Herrenhaus errichten. Aus seiner ersten Ehe kam der 1902 in Preußen in den Adelsstand versetzte Ernst Fischer von Mollard (1858–1931), der mit Gora im Kreis Jarotschin ein weiteres Großgut besaß, welches seine Ehefrau Marie Mollard (1868–1927) in die Ehe einbrachte. Vater und Sohn waren Mitglieder der Deutschen Dendrologischen Gesellschaft. Die adelige Namensführung von Fischer-Mollard ist auf die Vereinigung der Nachnamen zurückzuführen. Marie und Ernst von Fischer-Mollard hatten sieben Kinder. Hauptwohnsitz blieb Gut Gora. In Tirschtiegel lebte in den 1930er Jahren der Sohn Gerd von Fischer-Mollard (1898–1961), Leutnant a. D., mit seiner Frau Erika von Roëll. In den 1920er Jahren waren Schloss und Gut mit einem Umfang von 1199 ha versehen. Als Verwalter agierte Oberförster Strgelczyk. Später hieß das der Besitz Waldgut Schloss Tirschtiegel. Der Schlossbau ist ld. abgängig, die Reste wurden entnommen.

### Politische Zugehörigkeiten
Infolge des Versailler Vertrags wurde die am östlichen Ortsrand von Tirschtiegel verlaufende Bahnlinie Bentschen–Birnbaum 1920 zur neu entstandenen polnischen Republik geschlagen. Die Grenze verlief im Raum Tirschtiegel ca. drei Meter westlich neben dem Bahnkörper. Damit blieb der Ort Tirschtiegel zum größeren Teil bei Deutschland, jedoch der Bahnhof, einige Vorwerke und ein Friedhof befanden sich in Polen. Die neue Grenze teilte auch ein Haus, dieses Motiv des „Hauses in zwei Ländern“ wurde in den 1920er Jahren auf Ansichtskarten gezeigt. Auf Grund dieser Grenzziehung wurde 1929 durch die Kleinbahn-AG Tirschtiegel – Dürrlettel eine Eisenbahnverbindung nach Westen hergestellt.

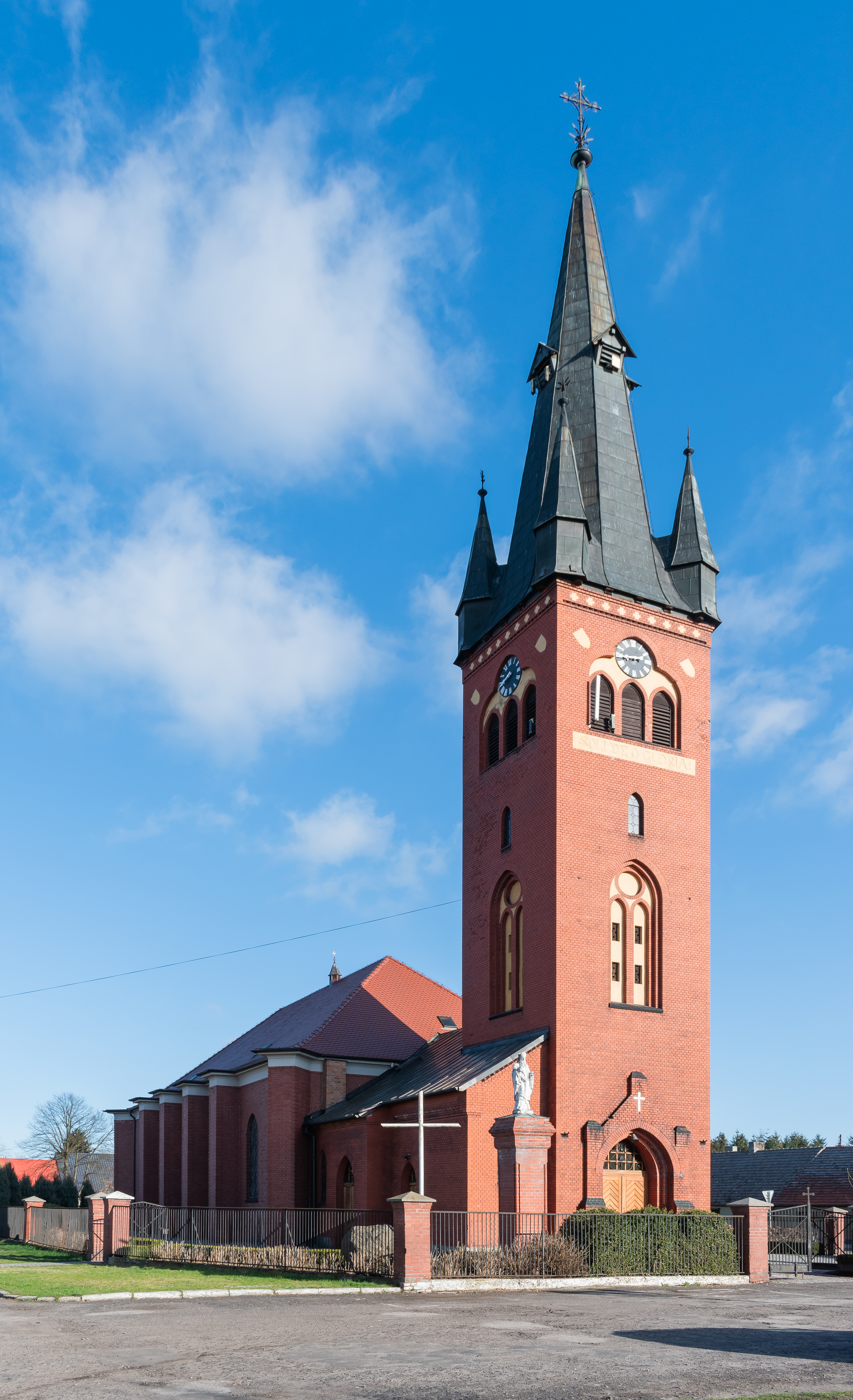
Pfarrkirche St. Adalbert
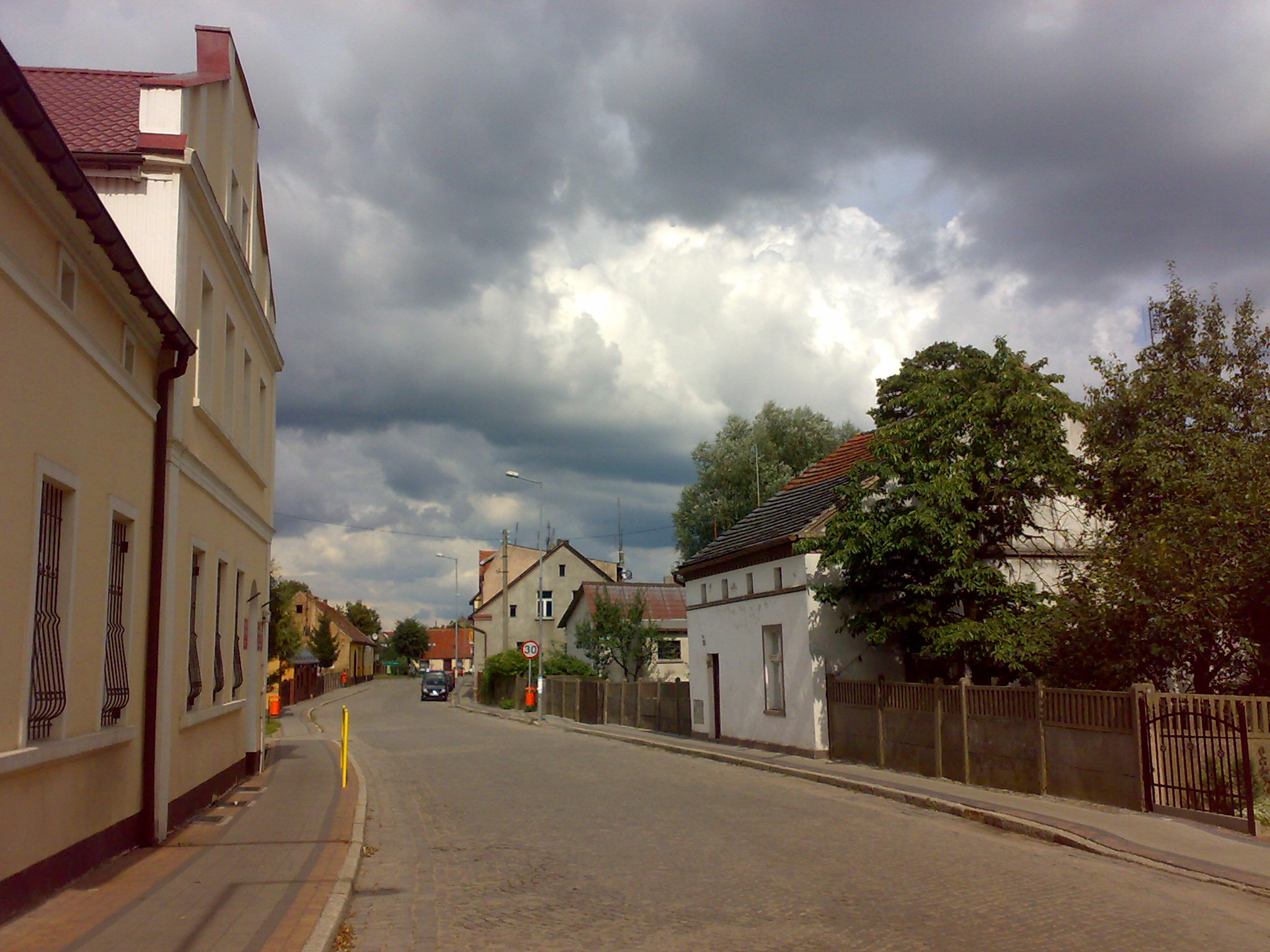
Straßenzug im Zentrum
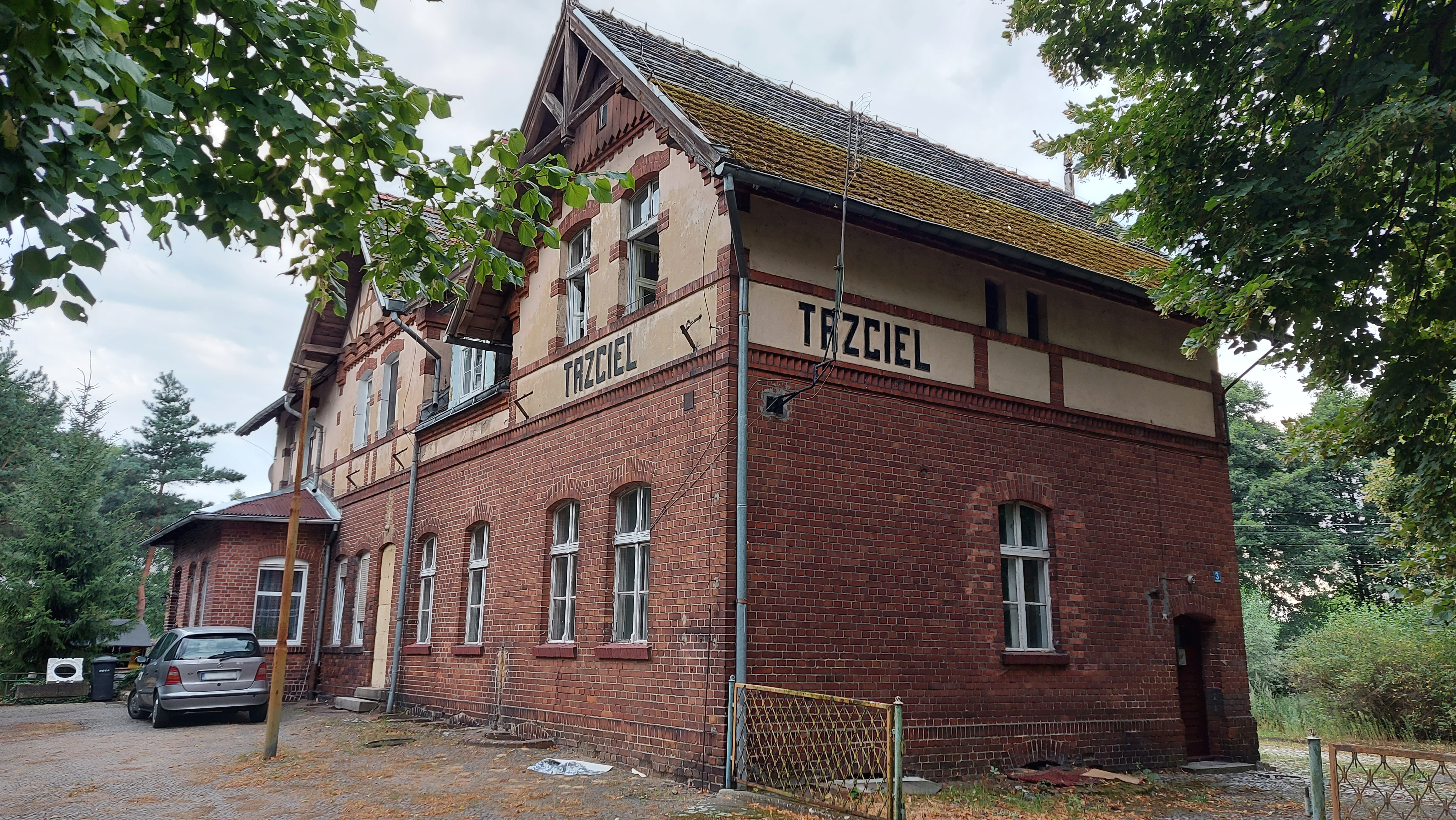
Bahnhof Trzciel
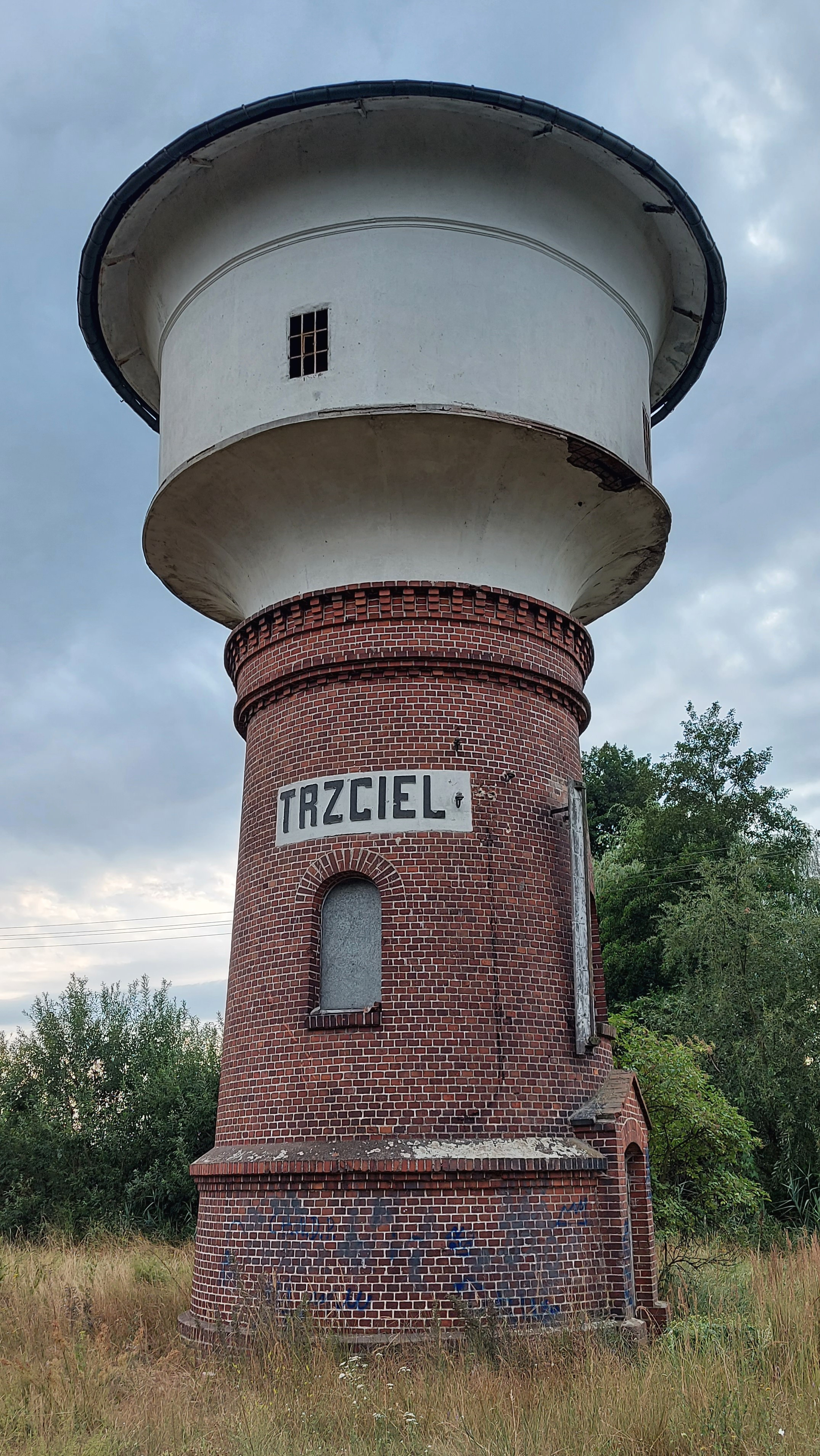
Wasserturm am Bahnhof
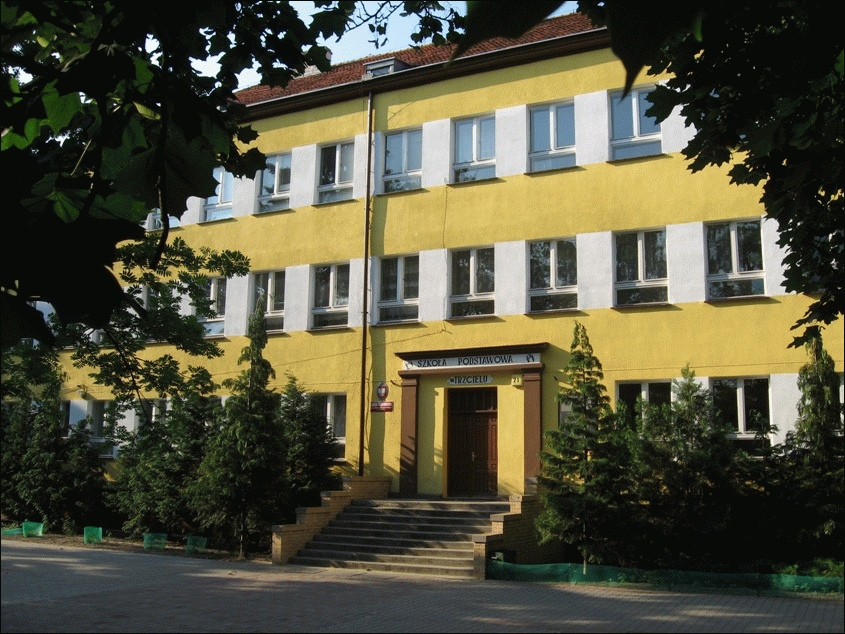
Schulgebäude
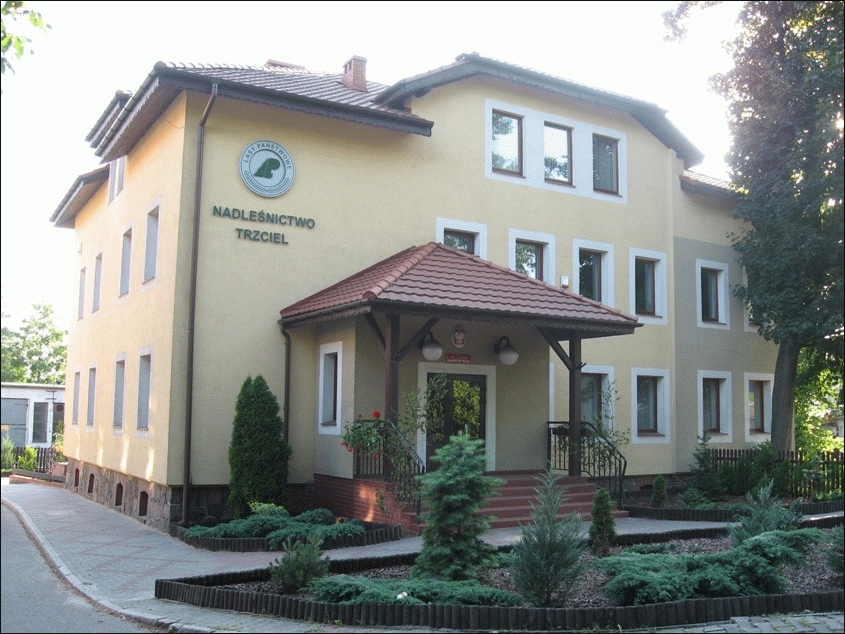
Forstamt

### Krieg und Nachkrieg
Zu Beginn des Zweiten Weltkriegs wurde in der Stadt ein Arbeitslager für Juden eingerichtet.
Im Sommer 1944 begann die Hitlerjugend unter Leitung der Wehrmacht auch im Raum Tirschtiegel die Anlage eines sehr umfangreichen Systems von Schützen- und Laufgräben zur Abwehr der erwarteten nächsten großen Offensive der Roten Armee. Insbesondere nördlich von Tirschtiegel im Bereich der Obra-Seenkette ist dieses Grabensystem heute noch erkennbar. Bei den Kämpfen im Januar 1945 fand dieses Grabensystem und die Obra zwar als sogenannter Tirschtiegel-Riegel im Wehrmachtbericht Erwähnung, jedoch hat es auf Grund von Schneeverwehungen und kaum vorhandenen Soldaten zu seiner Besetzung keinerlei militärische Bedeutung erlangt. Der Vorstoß der Roten Armee, die Tirschtiegel am Abend des 26. Januar 1945 mit einer Panzerbrigade erreichte, ging über Tirschtiegel und den Tirschtiegel-Riegel in hoher Geschwindigkeit hinweg.
Nachdem die Stadt 1945 von der Roten Armee besetzt worden war, wurde sie kurze Zeit später unter polnische Verwaltung gestellt. Die deutschen Bewohner wurden anschließend vertrieben.

### Einwohnerzahlen vor 1945
- 1800: 111, davon 253 Juden[1]
- 1837: 2272[1]
- 1861: 2476[1]
- 1890: 2389, davon 1365 Evangelische, 911 Katholiken und 113 Juden[17]
- 1933: 2080[17]
- 1939: 2220[17]

## Sehenswürdigkeiten
- St.-Adalberts-Pfarrkirche (Kościół św. Wojciecha), erbaut 1824 im neugotischen Stil, Turm von 1901, 1928/1929 umgebaut
- Bürgerhäuser
- Im Zweiten Weltkrieg verwüsteter jüdischer Friedhof; die ehemalige Synagoge dient heute als Feuerwehrhaus.

## Gemeinde
Zur Stadt-und-Land-Gemeinde (gmina miejsko-wiejska) Trzciel gehören die Stadt selbst und eine Reihe von Dörfern.

### Partnergemeinden
- Asendorf, Deutschland seit 1993
- Falkenberg, Deutschland seit 2000

## Persönlichkeiten
- Die Schriftstellerin Anna Louisa Karsch wuchs im Ort auf (1728–1732).
- Samuel Bacher Berend (1772–1828), jüdischer Kaufmann und Bankier
- Levin Bacher Berend (1773–1839), jüdischer Kaufmann und Bankier
- Heinrich Rau (1879–1963), sozialistischer Politiker
- Herybert Menzel (gefallen 1945 in Tirschtiegel), NS-Dichter
- Lothar Müller-Nedebock (1929–1990), lutherischer Geistlicher, Präses der Evangelisch-Lutherischen Kirche im Südlichen Afrika (Natal-Transvaal)
- Klaus Zachert (1942–2011), Politiker (SPD).

## Archivgut (Auswahl)
- Brandenburgisches Landeshauptarchiv (BLHA): Suchfunktion: Eingabe Tirschtiegel. 60 Ergebnisse, u. a.:
  - Stadt Tirschtiegel; 1914-1924 (Bestand), In: BLHA Rep. 8.
  - Gut Tirschtiegel, Kr. Meseritz; 1867-1926 (Bestand), In: BLHA Tirschtiegel; Rep. 37 (Gutsarchiv).
  - Kleinbahn Tirschtiegel-Dürrlettel; 1930-1940 (Systematik), In: BLHA 3B I V 2.2.8.